# Bayi, Tibet
Bayi (kinesiska: 八一镇, 八一) är en köping i Kina. Den ligger i den autonoma regionen Tibet, i den sydvästra delen av landet, omkring 310 kilometer öster om regionhuvudstaden Lhasa. Antalet invånare är 39 110. Befolkningen består av 18 550 kvinnor och 20 560 män. Barn under 15 år utgör 13,0 %, vuxna 15-64 år 84 %, och äldre över 65 år 2,0 %.
Runt Bayi är det mycket glesbefolkat, med 5 invånare per kvadratkilometer. Det finns inga andra samhällen i närheten. Trakten runt Bayi består i huvudsak av gräsmarker.
Genomsnittlig årsnederbörd är 1 304 millimeter. Den regnigaste månaden är juni, med i genomsnitt 272 mm nederbörd, och den torraste är januari, med 2 mm nederbörd.